# 월터리드 국립 군의료센터
월터리드 국립 군의료센터(Walter Reed National Military Medical Center)는 미국 워싱턴DC 인근 메릴랜드주 베데스다에 위치한 미군 병원이다.

## 역사
2011년 9월, 워싱턴DC에 위치했던 월터리드 육군병원이 폐원하고, 메릴랜드주 베데스다에 위치한 국립해군의료센터로 이사와 통합되었다. 해군과 육군이 통합되었으니, 월터리드 국군병원이 되었다. 월터리드 미육군 소령의 이름을 딴 예전의 월터리드 육군병원이 워낙 유명해서, 이 이름을 계속 사용하기로 했다.
한편, 이사하는데만 13억달러(약 1조4000억원)가 투입되었다. 100만m2 부지의 최신 시설에 의료진 포함 1만여명이 근무하고 연간 100만명 이상의 환자를 수용할 수 있는 초대형 군 의료 복합시설이다.

## 특징
월터리드 군병원에는 유사시 미국 대통령이 입원하는 상황에 대비해 대통령 전용시설을 운영하고 있다.
또한, 참모들의 업무 공간, 접견실, 회의실, 병실, 주방 등이 갖춰져 있다. 이 시설은 병원이 소속된 국방부가 아니라 백악관이 직접 관장한다.
미군이 북한군 목함지뢰에 발목이 절단되는 것과 유사한 경우를 당하면 세계 최고 성능의 의족을 제공하고 세계 최고의 재활병원과 미국 대통령이 유사시 치료를 받는 월터리드 군병원에서 최상의 치료를 받고 현역으로 복귀해 근무하는 것이 일반적이다.

## 미국 대통령의 센터방문
- 1985년 7월 13일, 로널드 레이건 대통령이 결장에서 폴립을 제거하는 수술을 받기 위해 병원에 입원했다.

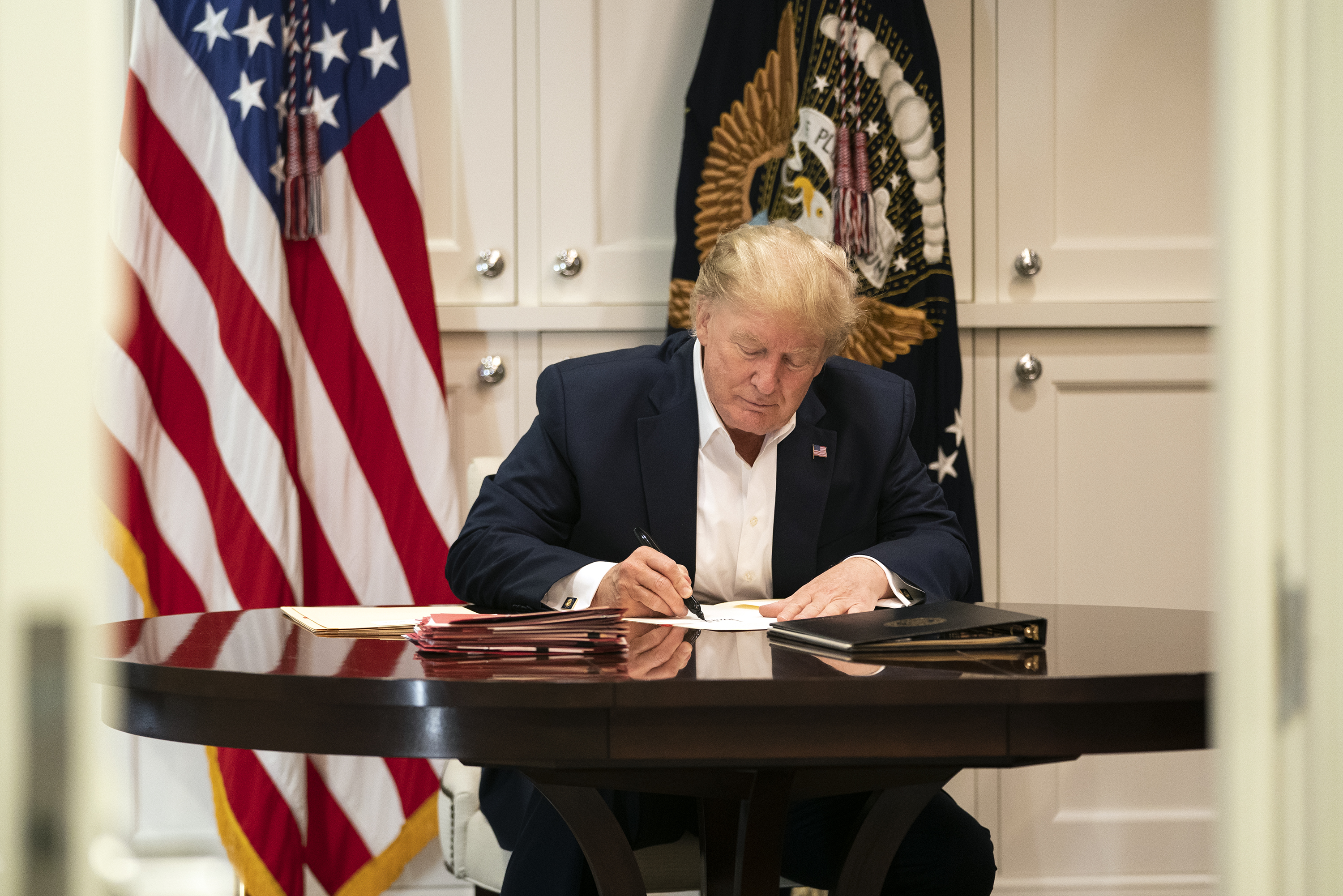
2020년 10월, 코로나19에 걸린 도널드 트럼프 대통령이 월터리드 군병원의 대통령 집무실에서 일하고 있다.

- 2020년 10월 2일, 도널드 트럼프 대통령이 COVID-19 감염증 치료를 위해 입원했다. 이후 10월 5일 상태가 호전되어 퇴원하였다.

## 현대화
1960년 8월, 560 만 달러를 투입해 대규모의 확장 공사가 시작되었다.
확장 공사로 병원은, 본관 동쪽에 각각 5층짜리의 두 건물을 추가로 지어졌다. 1963년 여름에 완공 된 해당 건물들은 258개의 병상을 제공하고 제 2차 세계 대전 당시의 임시 병동 건물을 대체했다. 이후에도 지속적으로 리모델링과 현대화 작업이 계속되었다.

## 같이 보기
- 월터리드 미군의료센터